# Sukhoi Su-34

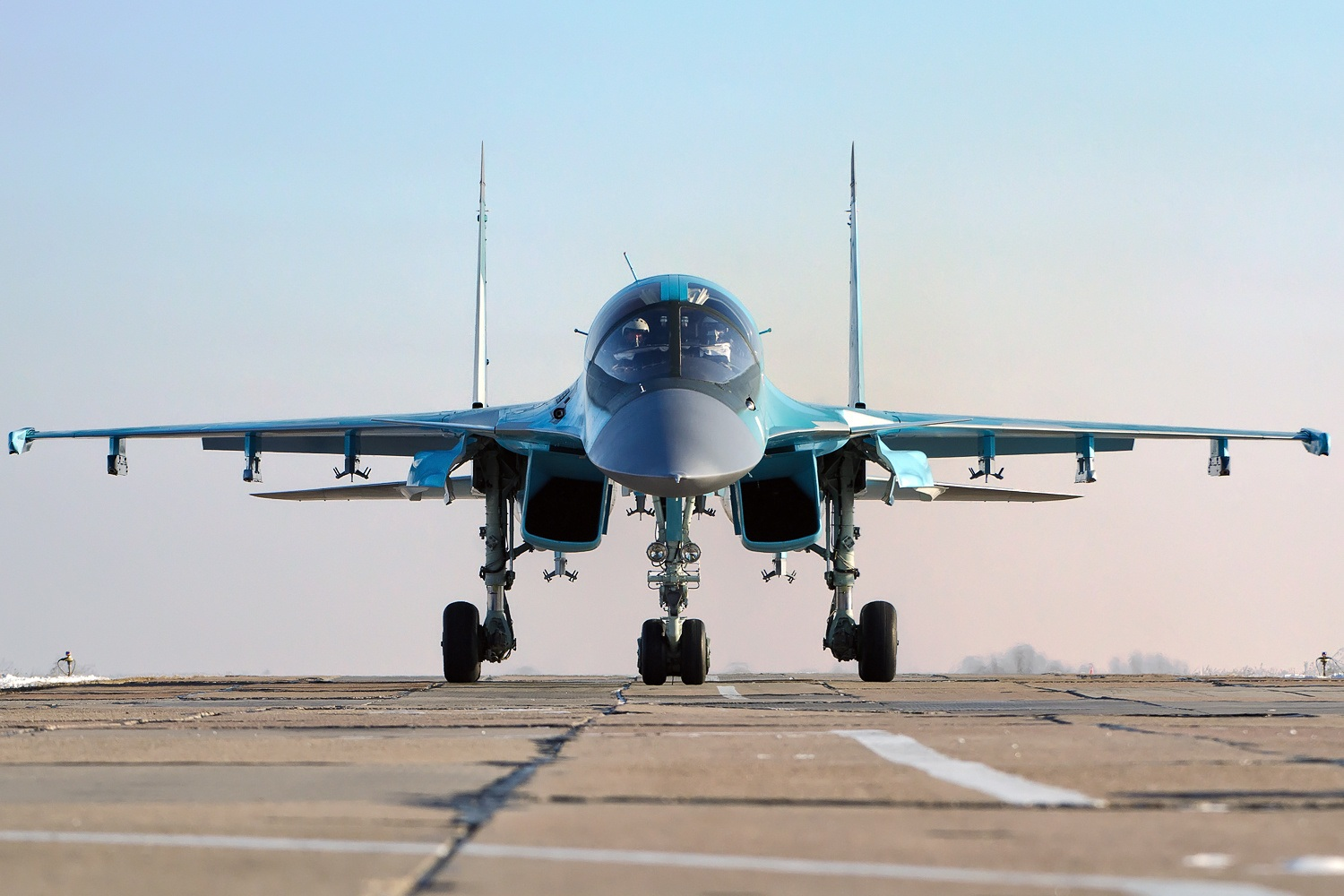
Vista frontale del Su-34.

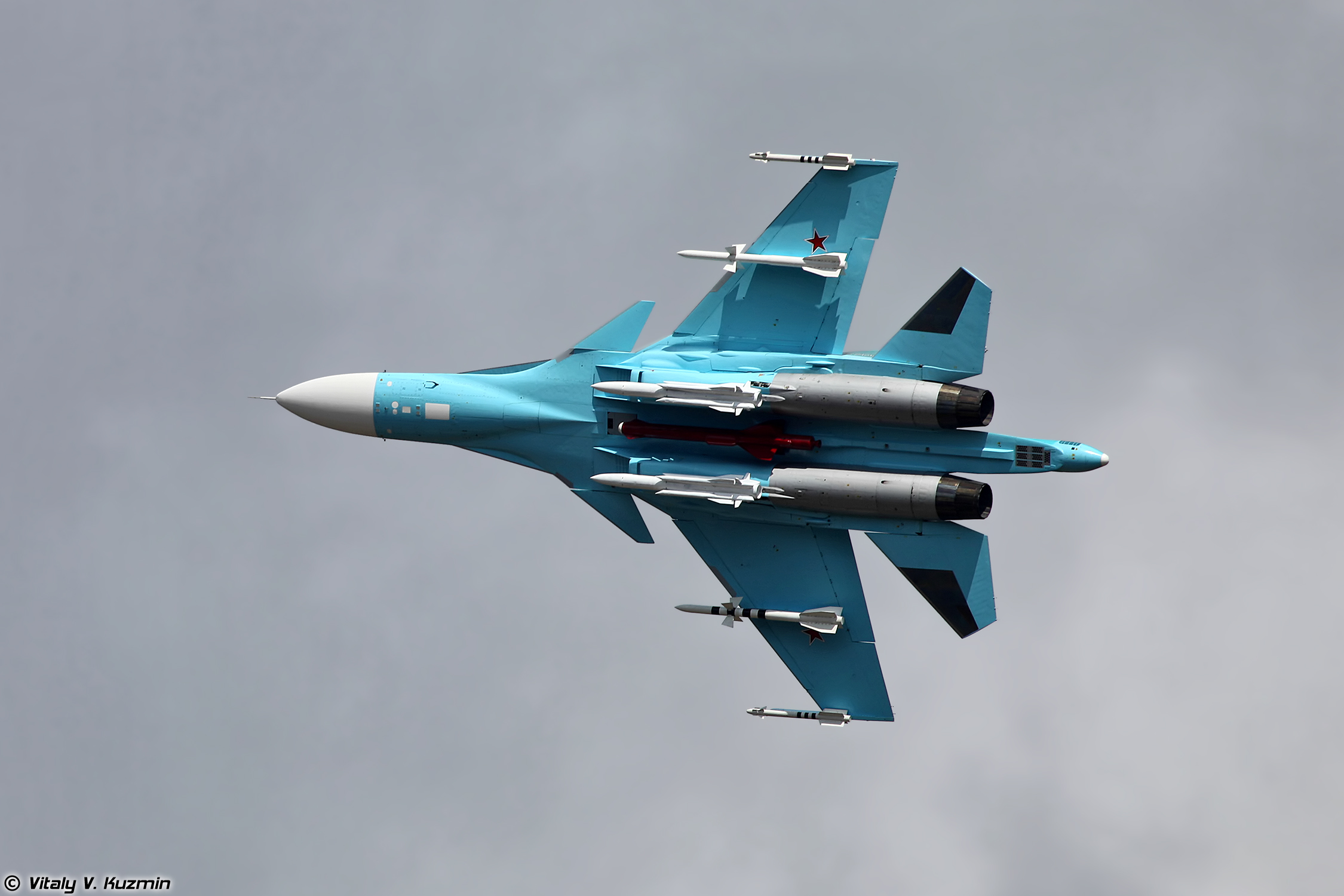
Un Su-34 al MAKS 2015, visto dal basso.

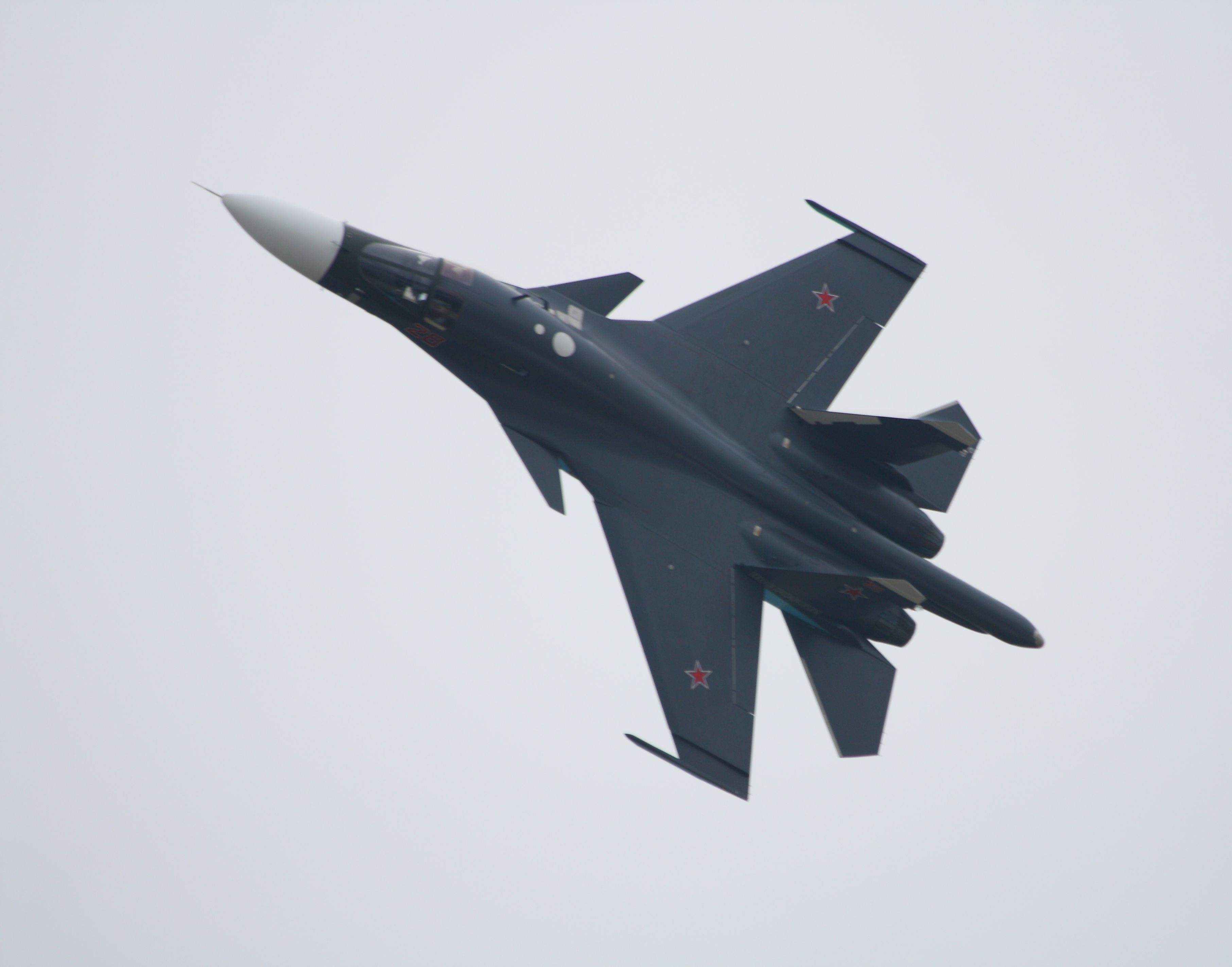
Un Su-34 al MAKS 2013.

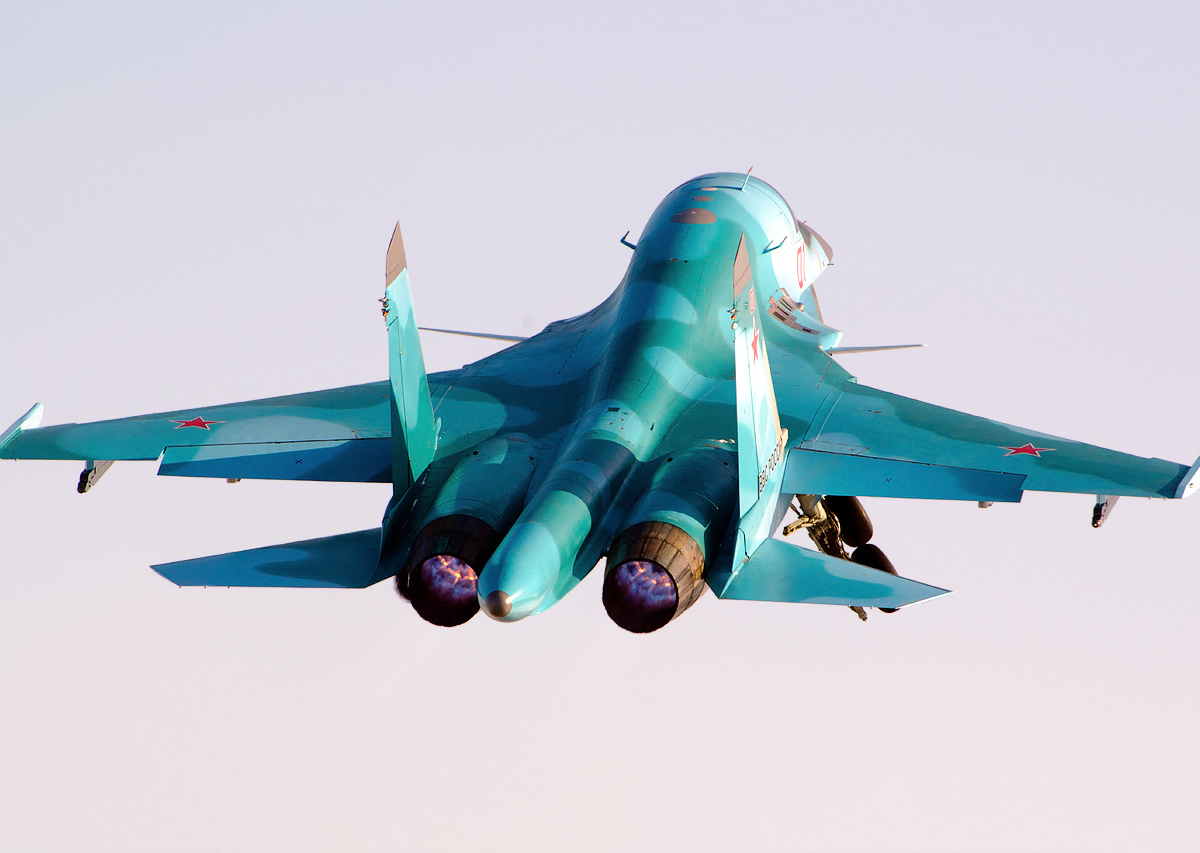
Un Sukhoi Su-34 in decollo con i postbruciatori accesi.

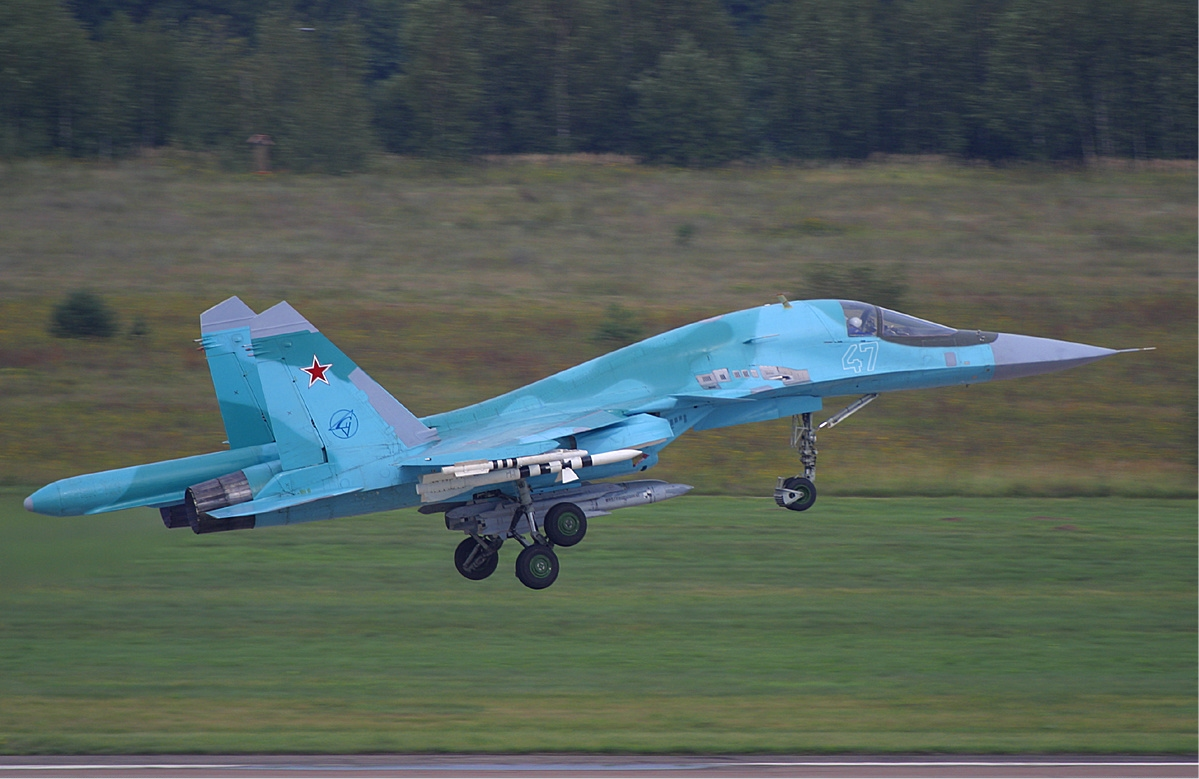
Un Sukhoi Su-34 all'aeroporto di Mosca-Ramenskoe.

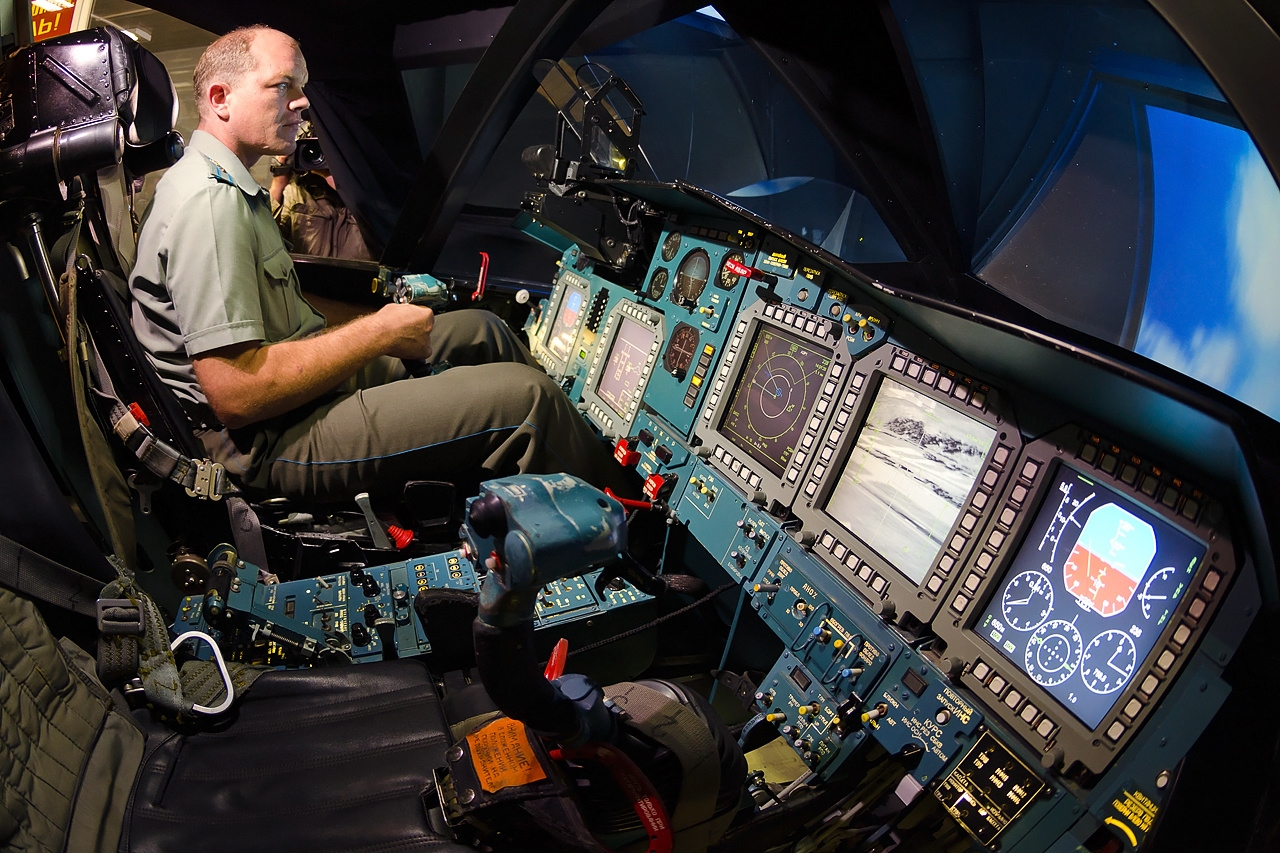
Simulatore del cockpit di un Sukhoi Su-34, come si può notare, a differenza dei caccia biposto in "tandem", i due piloti sono affiancati.

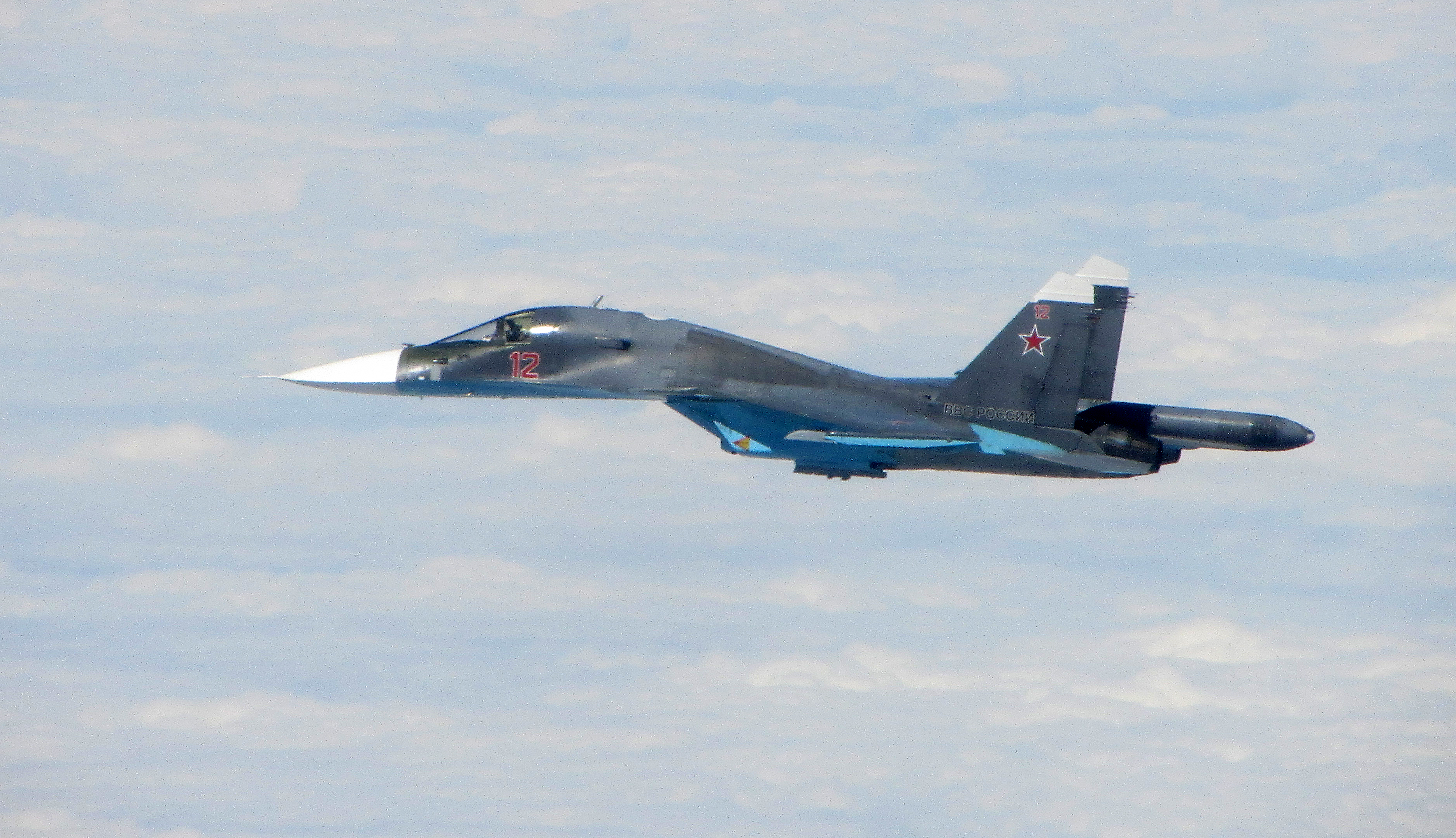
Un Sukhoi Su-34 intercettato dalla RAF nel 2015 nel quadro del Baltic Air Policing.

Il Sukhoi Su-34 (in cirillico: Сухой Су-34, nome in codice NATO: Fullback), più raramente Hellduck, è un cacciabombardiere supersonico pesante di generazione 4+, di origine sovietica ma di fabbricazione russa, sviluppato dalla Sukhoi a partire dalla fine degli anni ottanta ed entrato in servizio nelle forze aerospaziali russe solo nel 2014, a seguito di una lunga sospensione progettuale dovuta alle difficoltà economiche riconducibili alla dissoluzione dell'URSS.
Pensato per sostituire il Sukhoi Su-24 in missioni di ricognizione, bombardamento e supporto aereo ravvicinato, è in grado di assolvere compiti di interdizione e scorta, anche in ambienti saturi di contromisure elettroniche, grazie all'integrazione di missili aria-aria nel proprio armamento.
Versione profondamente rivista del Su-27, è stato impiegato per la prima volta nella guerra civile siriana. Velivolo ogni-tempo, si distingue sia per il caratteristico muso 'a papera' che per la configurazione a posti affiancati dell'abitacolo, pensata per semplificare la comunicazione dell'equipaggio e diminuirne il carico di lavoro nelle missioni di lunga durata.
Nonostante l'impiego in Siria abbia suscitato interesse sul mercato estero, ancora nessun ordine è stato ufficializzato per la sua versione da esportazione identificata come Su-32.
Al 2021 la nuova versione Su-34M è in produzione e consegna presso le Forze aerospaziali russe.

## Storia del progetto
All'inizio degli anni ottanta l'Unione Sovietica disponeva di un ampio numero di velivoli, che comprendevano dal Su-17 fino al MiG-27 di fatto tutti i velivoli militari prodotti negli ultimi due decenni nell'Unione Sovietica. Ciò nonostante non esisteva nessun velivolo che potesse adempiere sia al ruolo di caccia che di bombardiere. Mentre negli Stati Uniti d'America si era adattata la versione E dell'F-15 e in Europa si era sviluppato il Panavia Tornado, le versioni più recenti del Su-27P e del Su-27S potevano al massimo essere armate con missili aria-terra di breve gittata non guidati. Al tutto si aggiunse il costante aumento della spesa per la manutenzione dei velivoli, che rendeva quindi necessario disporre di velivoli capaci di adempiere sia al ruolo di intercettori che di caccia-bombardieri.

### Sviluppo
Su ordine del ministero dell'aviazione il 21 gennaio 1983 fu incaricato l'OKB Sukhoi dello sviluppo di un nuovo cacciabombardiere pesante. Il nuovo velivolo doveva disporre, secondo le direttive del ministero di un'elevata manovrabilità, di una capacità di carico superiore a tutti i velivoli attualmente in servizio e di un'autonomia tale da permettere operazioni a lungo raggio. Si decise quindi di utilizzare il Su-27 come base per la progettazione del nuovo velivolo, il quale aveva già dimostrato di disporre di un'ottima manovrabilità e di un'autonomia più che sufficiente. Inoltre i suoi due motori turbogetto AL-31F potevano accelerare il velivolo fino a Mach 2,35. Quello che invece sia alla Sukhoi che al ministero dell'aviazione non era ancora chiaro, era quali velivoli il nuovo apparecchio sarebbe dovuto andare a sostituire. Si pensò inizialmente di sostituire tutti i Su-24, ma successivamente si vollero sostituire anche i Tupolev Tu-22M, anche se alla fine si ritenne che il nuovo apparecchio potesse al massimo andare ad integrare la flotta di Tu-22M. Di conseguenza il nome in codice di questo apparecchio fu più volte modificato. Inizialmente si utilizzò il nome Su-27IB (IB = Istrebitel Bombardirowtshik = cacciabombardiere), che fu successivamente modificato in T-10W per poi essere nuovamente modificato in quello originale.
Con l'avvio del progetto del nuovo modello Sukhoi si diede anche il via a un ampio lavoro di sviluppo dei sistemi d'arma. Per l'elettronica di bordo fu incaricata la ditta Leninets di San Pietroburgo, per i motori turboventola fu incaricata la NPO Saturn, mentre per l'armamento fu sviluppato dalla Wijmpel e dalla Raduga. Il cannone di bordo fu infine sviluppato dalla Totshnost di Tula. Come prototipo si decise di utilizzare un addestratore del Su-27 per la marina sovietica che non era mai stato completato, ma che analogamente al Su-24 aveva i posti del pilota e copilota uno accanto all'altro.
Presso le officine di Novosibirsk fu poi costruita una nuova cabina di pilotaggio blindata, che fu in seguito aggiunta alla fusoliera di un Su-27 opportunamente modificato. A causa però della nuova cabina di pilotaggio, che risultava decisamente più grande di quella del Su-27, si dovettero modificare anche le prese d'aria dei due motori turbogetto, che furono arretrate e che non erano quindi più regolabili come sul caccia Su-27.

### Produzione di serie
Il 13 aprile 1990 si alzò in volo il primo Su-27IB pilotato da Jevgènij Aleksejèvich Ivànov. In questa prima versione nonostante la nuova cabina di pilotaggio i sedili dei due piloti erano ancora disposti in fila uno dietro all'altro.
Nell'estate del 1990 il Su-27IB apparve nell'aeroporto di Novofjòdorovka nei pressi della città di Sakij sul Mar Nero dove si trovava il centro sperimentale dell'aviazione navale russa per condurre in presenza dell'allora premier Michail Gorbačëv alcune prove sulla portaerei Tbilisi, l'odierna Admiral Kuznecov. Il 13 febbraio 1992 fu poi presentato per la prima volta a Minsk il nuovo apparecchio al pubblico, anche se questa non era stata la prima volta che il velivolo appariva in un aeroporto civile.
Il 18 dicembre 1992 fu poi consegnato il primo velivolo pre serie con l'allestimento definitivo. Rispetto al prototipo precedente il velivoli fu dotato di due Parafreni per l'atterraggio e di un radar nella sezione posteriore. Nel marzo del 1994 poi uno dei primi velivoli costruiti in serie volò senza rifornimenti da Novosibirsk fino a Žukovskij, dove fu presentato con il nome di Su-34 al pubblico. Nel 1995, al salone di Le Bourget, venne presentata una versione del Su-34 denominata Su-32 FN (Fighter Naval) ottimizzata per l'attacco marittimo antinave e antisommergibile con un puntatore specifico e un rilevatore di anomalie magnetiche nel cono di coda. A partire dal dicembre del 1997 furono anche testati i sistemi d'arma del nuovo Su-34. Nell'aprile del 2000 un Su-34 scortò alcuni Su-24 che si recavano a un'esercitazione nei pressi di Ašuluk. In quella occasione furono testati i sistemi ottici di puntamento Platan e il sistema d'arma EloKa L-175W Kibinij. Dal 2000 al 2002 furono impiegati due velivoli nel conflitto in Cecenia che erano stati dotati dei nuovi computer di bordo BtsWM-386 che sostituirono i vecchi Argon. La ditta Leninec utilizzò inoltre un Tu-134 modificato come banco di prova per il nuovo radar W004. Ciò nonostante fino al 2002 lo sviluppo di questo nuovo apparecchio era andato a rilento. Ma con l'arrivo del nuovo capo in comando dell'aviazione russa Vladimir Michajlov il progetto vide una forte accelerazione. Michajlov minacciò di cancellare il programma qualora non fossero stati messi a disposizione nuovi fondi. Nel solo 2002 i Su-34 volarono più di 150 missioni, completando il primo ciclo di test previsti. Insoddisfatti da alcune caratteristiche i vertici dell'aeronautica ordinarono una seconda serie di test che si concluse nel 2006 con l'utilizzo di armi guidate GLONASS.
Alla fine del 2005 iniziò la produzione di serie. I primi velivoli furono consegnati nel marzo del 2006 e il 12 ottobre 2006 il primo velivolo consegnato entrò ufficialmente in servizio. Entro la fine del 2007 sarebbero dovuti esser consegnati sei velivoli e 10 entro il 2008. A tutt'oggi la maggior parte dei velivoli che doveva essere consegnata entro il 2006 non lo è ancora, non per la carenza di fondi, ma per lo stato di semiabbandono nel quale versa l'industria bellica russa. Sebbene si siano investite somme significative nel settore, gli anni dopo la caduta del muro hanno ridotto il personale impiegato e si fatica a trovare tecnici e apparecchiature. Nonostante ciò la migliorata situazione economica russa permetterà di schierare un intero stormo di Su-34 entro il giugno 2012.

## Tecnica

### Cellula
Il Su-34 è caratterizzato da alcune peculiarità comuni a pochi velivoli militari. Se pure sia un'evoluzione del Su-27 il velivolo ha delle dimensioni maggiori rispetto al suo predecessore e contrariamente a tutte le versioni del Su-27 dispone di Alette canard per migliorare la manovrabilità in aria. Altra caratteristica che lo differenzia da quasi tutti i cacciabombardieri è la sua cabina di pilotaggio, che oltre ad essere disposta in modo differente è così ampia da permettere all'equipaggio di potersi alzare in piedi al suo interno. A differenza di ogni altro velivolo militare il Su-34 ha una cabina di pilotaggio pressurizzata che rende superfluo l'utilizzo di maschere per l'ossigeno, anche se ogni velivolo viene dotato in via precauzionale, in caso di guasto, di un sistema simile.

### Motori
Il Ljul'ka AL-31, oggi anche conosciuto come Saturn AL-31, è un motore turboventola di origine sovietica ancora in produzione in Russia. Venne progettato dall'ufficio tecnico di Archip Michajlovič Ljul'ka, oggi facente capo alla NPO Saturn, appositamente per il caccia intercettore Sukhoi Su-27. Oggi equipaggia quasi tutti i derivati del Flanker ed il caccia multiruolo Chengdu J-10 cinese.
Questo propulsore sviluppa una spinta di 123 kN in postcombustione nella versione AL-31F (il suffisso F indica la parola forsaž, postcombustore appunto), 137 kN nella versione AL-31FM (AL-35F) e 142 kN nella versione AL-37FU.
Sia lo AL-31FP che lo AL-37FU sono dotati di spinta vettorizzabile. Il primo di questi venne adottato dal Sukhoi Su-30MKI per l'Aviazione indiana, mentre il secondo sul Sukhoi Su-37 e sul Su-47 Berkut. Lo AL-37FU può deviare l'ugello di scarico di ±15° a una velocità di 30° al secondo. La spinta vettorizzabile è utilizzata primariamente sul piano di beccheggio.
Il Ljul'ka AL-31 ha la reputazione di essere estremamente tollerante nei confronti di flussi d'aria molto disturbati. I motori del Su-27 possono essere scambiati tra il sinistro ed il destro. Il tempo medio per un'ispezione è di mille ore, mentre la vita operativa è di tremila ore.
Alcuni rapporti suggerirebbero che la Russia avrebbe voluto offrire il Ljul'ka AL-31F all'Iran per rimotorizzare, sostituendo gli originali Pratt & Whitney TF30, la vecchia flotta di Grumman F-14 Tomcat verso la fine degli anni novanta.

### Sistemi e impianti
La componente che comprende l'avionica del Su-34 è composta principalmente dal radar PESA Leninetz W004, dal secondo radar W005, dal sistema Kibiny L175W per la guerra elettronica, dal sistema di puntamento Platan dotato di telecamera e puntatore laser e da un sistema di navigazione di ultima generazione. Al tutto si aggiunge un sistema ausiliario K102 della ditta RPKB di Ramenskoje e un sistema di puntamento aggiuntivo che dovrebbe essere montato su tutti i Su-34 a breve.
Il radar W004 può essere utilizzato sia per individuare bersagli a terra che in aria e può esser inoltre utilizzato per il volo automatico a bassa quota. Il sistema di navigazione è composto da un sistema capace di operare sia con il sistema GPS sia con il sistema GLONASS. Un ricevitore per i segnali radar e un ricevitore per i raggi laser proteggono il velivolo da un eventuale attacco nemico allertando l'equipaggio per tempo che il velivolo è stato preso di mira. La cabina di pilotaggio dispone di una corazza in titanio di 17 millimetri da 1,48 tonnellate.
Il Su-34 è stato progettato per il ruolo d'attacco e bombardamento a medio raggio quindi equipaggiato con radar per l'inseguimento del terreno. Come il Su-35, ha in dotazione lo stesso radar per il controllo dello spazio aereo posteriore.

### Armamento

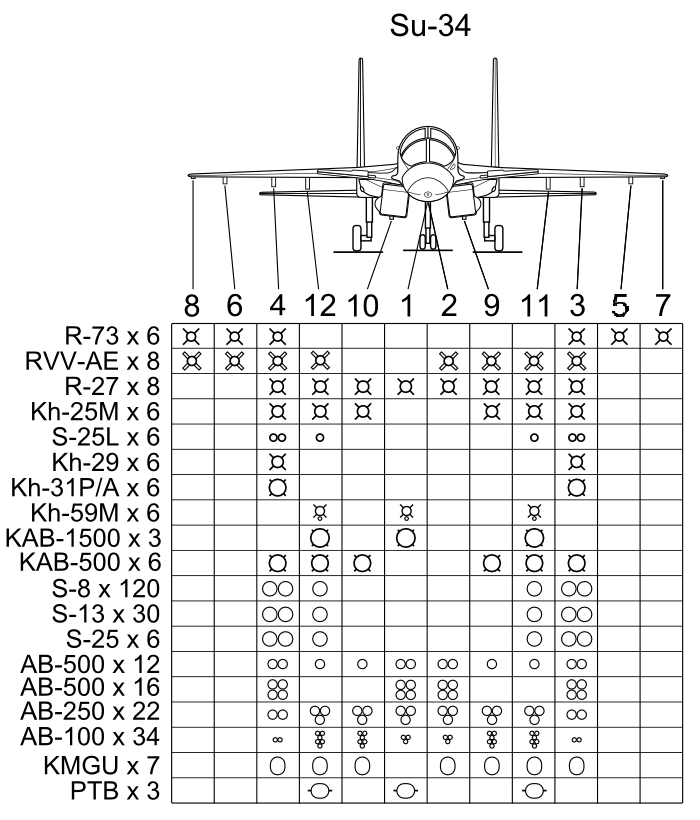
Schema della disposizione dell'armamento del Su-34.

Il Sukhoi Su-34 (e 32) possiede un vasto armamento, che comprende missili (aria-aria, aria-superficie e non guidati), bombe (guidate, aeree e cluster) e un cannone automatico da 30 mm GSh-301 da 150 colpi.
L'aereo possiede 12 piloni (6 sub-alari, 4 sotto la fusoliera e 2 alle estremità alari) per agganciarvi l'armamento e i serbatoi (fino a 3 "PTB-3000" da 3.050 l), secondo lo schema a destra.
L'aereo può trasportare fino a 8 000 kg (17 600 lb) tra armi e carburante sui 12 piloni.
L'aereo può disporre di 35 tipi di armamenti diversi, 16 armamenti guidati e 19 non guidati; inoltre potrebbe anche utilizzare l'armamento di tipo NATO, poiché sull'aereo potrebbe essere installato il pod di acquisizione del bersaglio "Damocles" di Thales, prodotto su licenza da UOMZ.
Missili aria-aria
- max 8 R-27R1(ER1) – SARH AA-10 Alamo-C a lungo raggio
- max 8 R-27T1(ET1) – IR AA-10 Alamo-D a lungo raggio
- max 6 R-73E AA-11 Archer – a corto raggio[16]
- max 8 R77 / RVV-AYe AA-12 Adder – a medio raggio

Missili aria-superficie
- max 3 Kh-59ME AS-18 Kazoo – a lungo raggio[16]
- max 6 Kh-31A AS-17 Krypton – antinave a medio raggio
- max 6 Kh-31P AS-17 Krypton – antiradar a medio raggio
- max 6 Kh-29T(TYe) – guida TV AS-14 Kedge-A a corto raggio
- max 6 Kh-29L – guida laser AS-14 Kedge-B a corto raggio
- max 6 S-25LD – a corto raggio AS-10 Karen
- max 6 Kh-25ML AS-10 Karen – antiradar a corto raggio

Missili non guidati / razzi
- S-8KOM – versione modernizzata (M) a carica cava a penetrazione contro armature di 40 cm di spessore, fino a 4 km di gittata, calibro 80 mm
- S-8OM – versione modernizzata (M) illuminata, fino a 4,5 km di gittata, calibro 80 mm
- S-8BM – versione modernizzata (M) antipista a penetrazione contro calcestruzzo armato di 80 cm di spessore, fino a 2 km di gittata, calibro 80 mm
- S-13T – versione a frammentazione a penetrazione contro calcestruzzo armato di 100 cm di spessore, fino a 4 km di gittata, calibro 122 mm
- S-13OF – versione a frammentazione a penetrazione contro armature di autoblindo, fino a 3 km di gittata, calibro 122 mm
- S-25OFM-PU – versione modernizzata (M) a frammentazione a penetrazione contro strutture fortificate, oltre 1 km di gittata, calibro 266 mm

Bombe guidate
- KAB-500KR –
- KAB-500L –
- KAB-500KR –
- KAB-500L –

Bombe a caduta libera (aeree)
- FAB-500T –
- BETAB-500ShP –
- ODAB-500PM –
- OFAB-250-270 –
- OFAB-100-120 –
- P-50T Incendiary bombs –

Bombe a grappolo (cluster)
- RBK-500 –
- SPBE-D –

Per il combattimento aereo il Su-34 può essere armato con sei missili aria-aria AA-10 Alamo, con otto missili a medio raggio AA-12 Adder o R-73M2 (AA-11 Archer). Per combattere obbiettivi terrestri il Su-34 può utilizzare sei missili AS-14 Kedge, Kh-25ML, razzi S-25LD o bombe guidate Kab-500Kr e Kab-500L. Inoltre può essere dotato di sei missili antinave Kh-31A, Kh-41 o Kh-35U o in alternativa sei missili anti-radiazione del tipo Kh-31P.

## Impiego operativo
La maggiore autonomia del Su-34 è stata mostrata in un'esercitazione nel luglio 2010 quando Su-34 e Su-24M sono stati fatti decollare da basi russe in Europa per dirigersi su una base sulla costa del Pacifico, a 6.000 chilometri di distanza, con rifornimento in volo. L'esercitazione prevedeva che gli aerei trasportassero l'armamento a pieno carico e la simulazione del lancio dell'armamento contro gli obiettivi prima di arrivare sulla base aerea sulla costa del Pacifico. I Su-24M sono stati riforniti tre volte, mentre il Su-34 è stato rifornito due volte.
L'Aeronautica militare russa ha completato la fase finale dei test dell'aereo il 19 settembre 2011. L'aereo entrò in servizio nei primi mesi del 2014. Tuttavia, prima dell'ingresso ufficiale in servizio, il Su-34 è stato utilizzato durante la seconda guerra in Ossezia del Sud nell'agosto 2008. La Russia prevede averne in servizio 124 entro il 2020. Questo numero è previsto aumentare a 200 successivamente.
Il 4 giugno 2015, un Su-34 ha avuto un incidente nell'oblast' di Voronež durante una missione di addestramento di routine. Il paracadute dell'aeroplano non è riuscito ad aprirsi dopo l'atterraggio e il Su-34 è scivolato dalla pista e si è capovolto. Nessuno è rimasto ucciso. Nel giugno 2016, il Su-34 danneggiato è stato trasportato a bordo di Antonov An-124 nello stabililmento di Novosibirsk per essere riparato. L'aereo è probabilmente rientrato in servizio nello stesso anno.

### Seconda guerra in Ossezia del Sud (2008)
Il primo impiego operativo è durante la seconda guerra in Ossezia del Sud nell'agosto 2008, quando sono stati impiegati due Su-34 per bombardamenti, svolgendo la guerra elettronica contro elementi della difesa aerea georgiana, utilizzando il sistema di contromisure elettroniche "Hibiny" (in russo Хибины?). Un Su-34 ha anche distrutto un radar "36D6-M" (in russo 36Д6-М?) vicino al villaggio di Shavshvebi (vicino a Gori) con un missile antiradar.

### Oblast' di Vologda (2016)
Nell'aprile 2016, due Su-34 hanno bombardato (con 8 bombe da 500 kg) dighe di ghiaccio sul fiume Suchona per prevenire inondazioni.

### Intervento militare contro lo Stato Islamico (dal 2015)

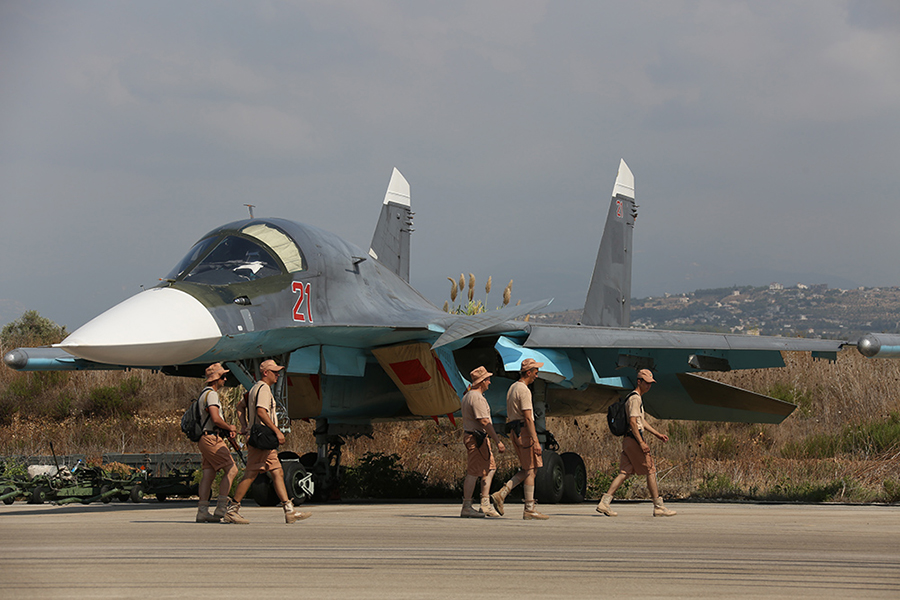
Un Sukhoi Su-34 presso la base aerea "Khmeymim" in Siria il.

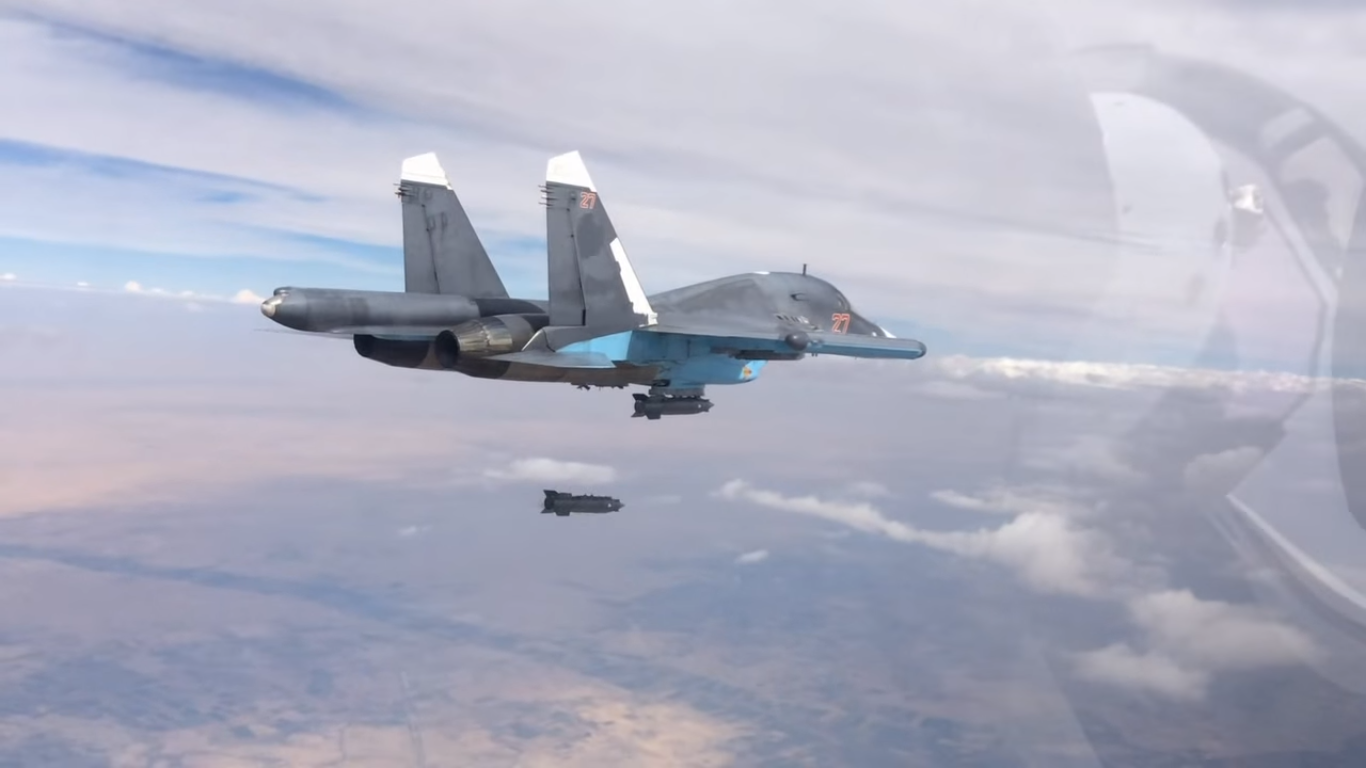
Un Sukhoi Su-34 lancia una bomba contro delle posizioni nemiche in Siria il.

Nel settembre 2015, sei Su-34 sono arrivati alla base aerea "Khmeymim" (in russo Хмеймим?, Hmejmim) situata presso l'aeroporto di Laodicea-Basil al-Assad a Laodicea (Siria) per condurre degli attacchi contro le forze ribelli (al governo di Bashar al-Assad) e l'ISIS. Gli attacchi aerei russi in Siria sono iniziati il 30 settembre, nel distretto di Homs. Il 1º ottobre 2015, un Su-34 è stato utilizzato per bombardare degli obiettivi dello Stato Islamico in Siria. I cacciabombardieri russi Su-34 hanno distrutto un centro di comando dello Stato islamico e un campo di addestramento a sud-ovest della città di Raqqa. Questi attacchi hanno inclusi bombardamenti da un'altitudine di oltre 5 000 m (16 000 ft).
Gli aerei russi Su-34 e Su-25 hanno effettuato attacchi aerei il giorno successivo contro gli obiettivi dello Stato islamico nel governatorato di Hama in Siria utilizzando bombe di precisione. Secondo il portavoce del ministro russo della difesa Mag. Gen. Igor Konashenkov, i Su-34 hanno colpito un bunker fortificato dello Stato Islamico nel governatorato di Hama con bombe guidate. Fortificazioni, depositi di munizioni, sette unità del dispositivo militare sono stati distrutti dalla forza aerea russa vicino a Ma'arrat al-Nu'man in Siria. Anche un centro di comando dell'ISIL e un deposito sotterraneo sono stati distrutti con esplosivi vicino a Raqqa. Il portavoce del ministro della Difesa, il Mag. Gen. Igor Konashenkov, ha dichiarato in una dichiarazione il 3 ottobre: "Il bombardamento di precisione con una bomba anti-calcestruzzo BETAB-500 lanciata da un velivolo Su-34 vicino a Raqqa ha distrutto un centro di comando protetto di uno dei gruppi armati illegali così come un bunker sotterraneo con esplosivi e deposito di munizioni". Un rappresentante della forza aerea russa ha dichiarato che i Su-34 acquisiscono gli obiettivi per il bombardamento utilizzando il sistema satellitare GLONASS.
Durante questo periodo i sei Su-34 che erano in Siria mantengono un tasso di disponibilità del 70% per le sortite. Altri 8 Su-34 sono arrivati in Siria il 20 novembre 2015. A seguito dell'abbattimento di un Su-24 da parte della Turchia, la Russia ha annunciato il 30 novembre 2015 che i Su-34 in Siria avevano iniziato a effettuare missioni di combattimento muniti di missili aria-aria. Il 16 agosto 2016, i bombardieri a lungo raggio Tu-22M3 e i cacciabombardieri Su-34, dopo essere decollati dalla loro base di Hamadan (Iran), hanno effettuato attacchi aerei contro obiettivi appartenenti ai gruppi terroristici di Daesh e del Fronte al-Nusra nelle province di Aleppo, Deir el-Zor e Idlib. Il 17 agosto 2016, dei Su-34 – decollati dalla base aerea di Hamadan (Iran) – hanno effettuato bombardamenti contro obiettivi del gruppo terroristico di Daesh, nella provincia di Deir el-Zor. Gli aerei hanno impiegato le bombe ad alto potenziale OFAB-500

## Incidenti
A ottobre 2022, il Su-34 ha sofferto di 4 incidenti che hanno coinvolto, in totale, 6 esemplari di cui 4 andati perduti. Nessuno di questi incidenti è avvenuto per abbattimento:
- Il 18 gennaio 2018, due Su-34 sono entrati in collisione e perdita di entrambi sul Mare del Giappone. Dei 4 piloti, uno fu salvato.[44]
- Il 6 settembre 2019, due Su-34 sono entrati in collisione danneggiando muso e semiali. Entrambi sono atterrati, non si sono registrati feriti.[45]
- Il 22 ottobre 2020, un Su-34 nel corso di una missione di routine sulla regione di Khabarovsk, nell'estremo oriente russo, si è schiantato per un'avaria imprecisata. Entrambi i piloti sono stati tratti in salvo.[46]
- Il 17 ottobre 2022, un Su-34, nel corso dell'invasione russa dell'Ucraina del 2022, si è schiantato contro un condominio di Yeisk, nella regione di Krasnodar. Il pilota si è salvato, lanciandosi con il seggiolino eiettabile.
- Il 19 settembre 2023, un Su-34 è precipitato a Yejsk, subito dopo il decollo dalla vicina base aerea di Yuzhny. La causa dell'incidente sarebbe un incendio al motore, che ha impedito al jet di prendere quota.
- Il 10 giugno 2024 un SU-34 si è schiantato contro le montagne dell'Ossezia settentrionale durante una missione di addestramento e i due membri dell'equipaggio sono deceduti.

## Versioni
- Su-27IB (in russo Су-27ИБ?) – denominazione del progetto[47]

Prototipi
- T10V-0 – prototipo statico
- T10V-1 – Su-27IB, «42 Blu», primo volo il 13 aprile 1990
- T10V-2 – Su-34, «43 Blu», primo volo il 18 dicembre 1993
- T10V-3 – prototipo statico
- T10V-4 – Su-34, «44 Bianco», primo volo il 25 dicembre 1996

Pre-produzione
- T10V-5 – Su-32FN / Su-34, «45 Bianco», "LRIP", primo volo il 28 dicembre 1994[48]
- T10V-6 – Su-32MF / Su-34, «46 Bianco», primo volo il 27 dicembre 1997[49]
- T10V-7 – Su-34, «47 Bianco», primo volo il 21 dicembre 2000
- T10V-8 – Su-34, «48 Bianco», primo volo il 20 dicembre 2003

Di serie
- Su-34 (in russo Су-34?) – versione di serie per le forze aeree russe, dal 2006
- Su-32 (in russo Су-32?) – versione di serie per l'esportazione
- Su-34M – versione aggiornata sulla base dell'esperienza bellica maturata in Siria. Equipaggiati con la suite da guerra elettronica Khibiny.

## Utilizzatori
Russia
- Voenno-vozdušnye sily Rossijskoj Federacii (fino al 2015)
- Vozdušno-kosmičeskie sily Rossijskoj Federacii (dal 2015)[36]

124 Sukhoi Su-34 ordinati, 32 inseriti in un contratto firmato nel 2008 e 92 nel 2012. 3 esemplari sono andati persi in incidenti tra il 2019 ed il 2020. Ulteriori 76 Su-34M sono stati ordinati a giugno 2020 e da consegnare entro il 2027. Primi Su-34M consegnati a luglio 2022. 1 esemplare è stato perso per incidente a fine giugno 2025  nella regione di Nizhny Novgorod, confermato da Ria Novosti, salvi i piloti lanciatisi con i seggiolini eiettabili.

### Possibili utilizzatori
Nel gennaio 2016 l'Aeronautica algerina che già impiega i Sukhoi Su-24 aveva avviato le trattative per un ordine di 12 velivoli della variante da esportazione del Su-34 designata Su-32. 
Ma nel 2019 il Sukhoi Su-34 era rimasto fuori dalle trattative russo-algerine relative a un ordine da 30 velivoli: 16 Sukhoi Su-30MKA e 14 MiG-29M/M2.
Le voci per un ordine algerino del Sukhoi Su-34 erano continuate nel 2021, con la Russia che si sarebbe impegnata a fornire velivoli allo standard ammodernato Su-34M e non la variante da esportazione designata Su-32. Pure la vendita era stata immediatamente smentita.
Le voci di una vendita di Sukhoi Su-34 all'Algeria sono riprese nel maggio 2025 quando sono comparse le prime foto di un Sukhoi Su-34 con livrea desertica, differente da quelle attualmente in uso alle forze aerospaziali russe e all'aviazione di marina russa. La stampa specializzata ha ricondotto la livrea al possibile ordine algerino, ma non si può escludere che il paese destinatario possa essere anche l'Iran o il Sudan.